# Landesarbeitsgericht Baden-Württemberg

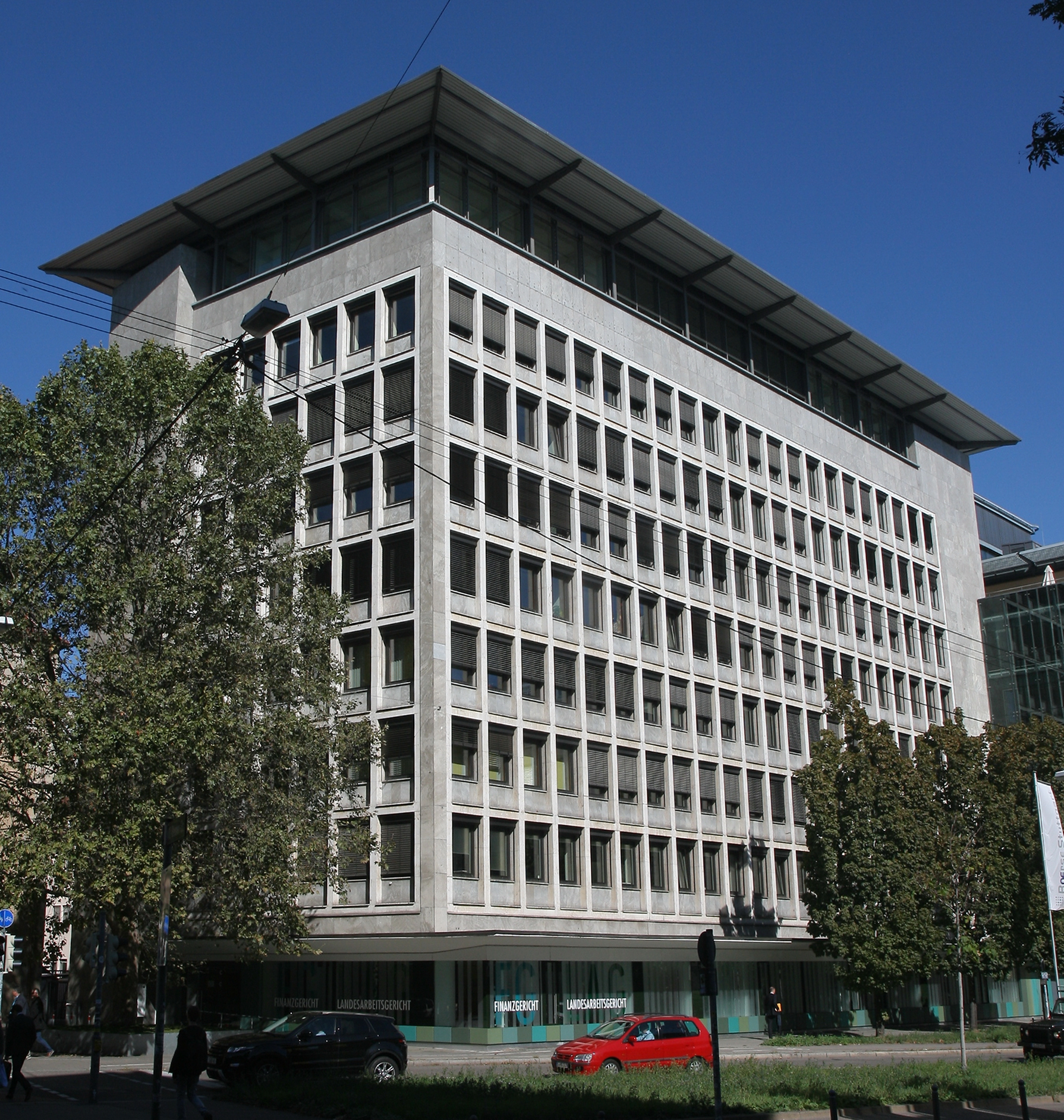
Gerichtsgebäude in Stuttgart, Börsenstraße 6

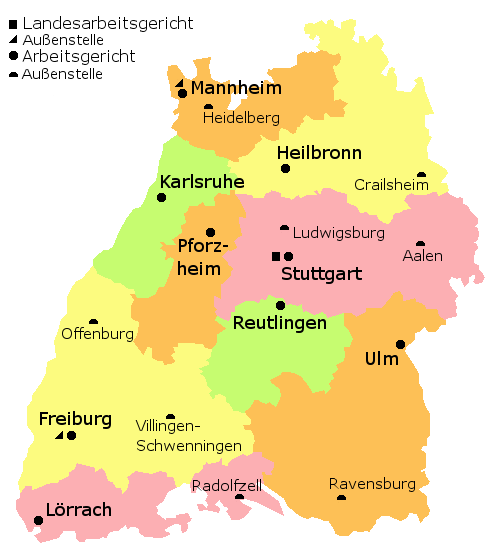
Arbeitsgerichte in Baden-Württemberg.

Das Landesarbeitsgericht Baden-Württemberg ist auf Ebene des Landes Baden-Württemberg die oberste Instanz in Fragen des Arbeitsrechts.

## Gerichtssitz und -bezirk
Das Gericht hat seinen Sitz in Stuttgart; Kammern existieren in Mannheim und Freiburg im Breisgau.

## Gerichtsgebäude
Das Gericht ist im Gebäude Börsenstr. 6, 70174 Stuttgart im Stadtbezirk Stuttgart-Mitte untergebracht.

## Geschichte
Basis für den Wiederaufbau der Arbeitsgerichtsbarkeit war das Kontrollratsgesetz Nr. 21 vom 30. März 1946. Danach legten die Zonenbefehlshaber die örtliche Zuständigkeit der Arbeitsgerichte fest; die Errichtung der Arbeitsgerichte und der Landesarbeitsgerichte lag in den Händen der obersten Landesbehörde für Arbeitsverwaltung. Am 18. November 1946 nahm das Landesarbeitsgericht Stuttgart seine Arbeit auf, 1947 in Nordbaden das Landesarbeitsgericht Mannheim und in Württemberg-Hohenzollern das Landesarbeitsgericht Ravensburg. Beim Landesarbeitsgericht Tübingen wurde erst 1948 ein Vorsitzender ernannt. In Südbaden zog sich der Wiederaufbau der Arbeitsgerichtsbarkeit noch deutlich länger hin. Erst im Juni 1949 war das Landesarbeitsgericht Freiburg etabliert.
Anfang der 1950er Jahre entstand der Plan, die fünf Landesarbeitsgerichte Stuttgart, Mannheim, Ravensburg, Tübingen und Freiburg zu vereinigen. Nach Inkrafttreten des Arbeitsgerichtsgesetzes 1953 verstärkte sich diese Tendenz. Vor allem die Standortfrage war jedoch im Parlament umstritten. Das (erste) Gesetz über die Gerichte für Arbeitssachen vom 15. Februar 1956 bestimmte schließlich, dass das Landesarbeitsgericht seinen Sitz in Tübingen habe. Außenkammern des Landesarbeitsgerichts wurden in Freiburg, Stuttgart und Mannheim errichtet. 1972 wurde das Landesarbeitsgericht unter vollständiger Aufgabe des Standortes Tübingen nach Stuttgart verlegt. In diesem Zuge wurden auch die 20 nachgeordneten Arbeitsgerichte auf neun reduziert, wobei an den übrigen Standorten Außenstelle eingerichtet oder Gerichtstage abgehalten wurden.
Bis zum Jahr 2003 lag die Zuständigkeit für die Arbeitsgerichtsbarkeit in Baden-Württemberg beim Sozialministerium, seitdem ist das Justizministerium zuständig.

## Aufgaben und Funktion
Das Landesarbeitsgericht bildet die zweite Instanz der Arbeitsgerichtsbarkeit. Es ist somit für Berufungen und Beschwerden gegen Entscheidungen der in seinem Bezirk gelegenen Arbeitsgerichte sachlich zuständig.

## Leitung

### Landesarbeitsgericht Stuttgart
- ab 4. November 1946: Joachim Brennert; Gründungspräsident[1]

### Landesarbeitsgericht Mannheim
- ab 7. November 1947: Robert Weber; Gründungspräsident[1]

### Landesarbeitsgericht Ravensburg
- ab 17. Januar 1947: Alfons Häring; Gründungspräsident[1]

### Landesarbeitsgericht Tübingen
- Ab 1948: Gustav Pfizer; Gründungspräsident[1]
- Ab 1949: Norbert Plassmann[1]

### Landesarbeitsgericht Freiburg
- Ab Juni 1949: Otto Rappenecker; Gründungspräsident[1]

### Landesarbeitsgericht Baden-Württemberg (gegründet 1956)
- 1956 – 1968: Otto Rappenecker; Gründungspräsident
- ab 6. Dezember 1968: Karl Baumgartner, * 24. März 1914
- 1979–1986: Werner Oehmann
- 3. Februar 1986 – 1996: Wolfgang Meyer, * 23. März 1933
- 1. Februar 1996 – 2001: Manfred Baur, * 31. März 1936
- 2001–2010: Johannes Peter Francken
- 2010–2023: Eberhard Natter
- Seit 4. April 2023: Betina Rieker

## Über- und nachgeordnete Gerichte
1948 wurde das Oberlandesarbeitsgericht Tübingen als Revisionsinstanz eingerichtet, aber bereits 1953 wieder aufgelöst.
Dem Landesarbeitsgericht Baden-Württemberg ist in der Gegenwart, wie jedem Landesarbeitsgericht, allein das Bundesarbeitsgericht übergeordnet. Nachgeordnet sind die neun Arbeitsgerichte in Freiburg, Heilbronn, Karlsruhe, Mannheim, Pforzheim, Reutlingen, Stuttgart, Ulm und Villingen-Schwenningen.